# Барбара Флин
Барбара Џој Флин (енгл. Barbara Joy Flynn; 5. август 1948) је британска телевизијска и филмска глумица.
Флинова је најпознатија по улогама Ен Лојд у серији Више од раја и госпође Мегре у серији Мегре из 1992. године.